# Frank Pesce
Frank Pesce (New York, 8 dicembre 1946 – Burbank, 6 febbraio 2022) è stato un attore statunitense.

## Biografia e vita privata
Pesce nacque e crebbe in una famiglia italo-americana di New York l'8 dicembre 1946; l'attore è morto il 6 febbraio 2022 per le complicazioni della demenza senile di cui era affetto da tempo .

## Carriera
L'attore italo-americano nella sua carriera ha recitato spesso in piccoli ruoli di supporto in molti film famosi, tra i quali si possono ricordare Rocky, Taverna Paradiso, Top Gun, Sorvegliato speciale, Beverly Hills Cop, Flashdance, American Gigolò, Donnie Brasco, interpretando spesso gangster o poliziotti, ma il suo ruolo più famoso è quello di Vito Pesce nel film Perseguitato dalla fortuna (1991); ha anche lavorato in molte serie Tv statunitensi, come Supercar, Kojak, Matlock e molte altre.

## Filmografia parziale
- Rocky (1976)
- Il salario della paura (1977)
- American Gigolò (1980)
- Flashdance (1983)
- Top Gun (1986)
- Beverly Hills Cop (1987)
- Sorvegliato speciale (1989)
- Maniac Cop 2 (1990)
- Perseguitato dalla fortuna (1991)
- Bufera in Paradiso (1994)
- Sfida finale (1996)
- Donnie Brasco (1997)
- Double Take (2001)
- FBI: Protezione testimoni 2 (2004)
- Middle Men (2009)
- Tower Heist - Colpo ad alto livello (2011)
- Reach Me - La strada per il successo (2014)
- Creed - Nato per combattere (2015)